# Сохраб Мораді
Сохраб Мораді (перс. سهراب مرادی, нар. 22 вересня 1988, Ісфаган, Іран) — іранський важкоатлет, олімпійський чемпіон 2016 року, чемпіон світу, дворазовий чемпіон Азії.

## Кар'єра
У 2013 році був дискаваліфікований на два роки через позитивну допінг-пробу на метадон.

## Результати
| Рік              | Місце                    | Вага             | Ривок            | Ривок            | Ривок            | Ривок            | Поштовх          | Поштовх          | Поштовх          | Поштовх          | Загалом          | Місце            |
| Рік              | Місце                    | Вага             | 1                | 2                | 3                | Місце            | 1                | 2                | 3                | Місце            | Загалом          | Місце            |
| Олімпійські ігри | Олімпійські ігри         | Олімпійські ігри | Олімпійські ігри | Олімпійські ігри | Олімпійські ігри | Олімпійські ігри | Олімпійські ігри | Олімпійські ігри | Олімпійські ігри | Олімпійські ігри | Олімпійські ігри | Олімпійські ігри |
| ---------------- | ------------------------ | ---------------- | ---------------- | ---------------- | ---------------- | ---------------- | ---------------- | ---------------- | ---------------- | ---------------- | ---------------- | ---------------- |
| 2016             | Ріо-де-Жанейро, Бразилія | 94 кг            | 178              | 178              | 182              | 1                | 221              | 234              | 234              | 1                | 403              | 1                |
| 2012             | Лондон, Велика Британія  | 85 кг            | 166              | 166              | 166              | —                | —                | —                | —                | —                | —                | —                |
| Чемпіонат світу  |                          |                  |                  |                  |                  |                  |                  |                  |                  |                  |                  |                  |
| 2017             | Анагайм, США             | 94 кг            | 176              | 182              | 184              | 1                | 220              | 233 СР           | —                | 1                | 417 СР           | 1                |
| 2007             | Чіангмай, Таїланд        | 77 кг            | 145              | 145              | 153              | 14               | 175              | 175              | 175              | 29               | 328              | 22               |